# Tajaste
Tajaste es una localidad española del municipio de Tinajo, situado en la isla de Lanzarote, perteneciente a la provincia de Las Palmas, en la comunidad autónoma de Canarias.

## Historia
Hacia mediados del siglo XIX, el lugar ya pertenecía a Tinajo. Aparece descrito en el decimocuarto volumen del Diccionario geográfico-estadístico-histórico de España y sus posesiones de Ultramar de Pascual Madoz con las siguientes palabras:

TAJASTE: ald. de la isla de Lanzarote, prov. de Canarias, part. jud. de Teguise, térm. jurisd. y part. de Tinajo. sit. sober un terreno muy árido por lo general, pero muy fértil si el invierno es regular. prod.: tuna y cereales en abundancia. Tiene una ermita dedicada á Ntra. Sra. de los Dolores, en la que se dice misa casi todos los dias festivos, de gran devocion en el pais. pobl.: 22 vec., 90 alm. riqueza y contr.: con el ayunt. de Tinajo.
(Madoz, 1849, p. 555)

Se hablaba por entonces también de la existencia dentro del mismo término jurisdiccional de un pago de Tajaste y de un término de Tajaste de 2500 fanegas de terreno.
En 2023, el núcleo de población, encuadrado dentro de la entidad singular de población de Tinajo, tenía empadronados 743 habitantes.